# Pembrolizumab
Pembrolizumab, lambrolizumab (nazwa robocza MK-3475, nazwa handlowa Keytruda) – humanizowane przeciwciało monoklonalne stosowane w leczeniu nowotworów, np. czerniaka, raka płuc, nerek, urotelialnego, szyjki macicy, trzonu macicy, płaskonabłonkowego raka głowy i szyi, raka jelita grubego, żołądka, piersi, niektórych chłoniaków i in.. Jest lekiem stosowanym zarówno dla pacjentów podczas pierwszego leczenia, jak i leczenia drugiej czy trzeciej linii. Jest skuteczny również w wielu przypadkach wznowy i choroby występującej z przerzutami. Może być stosowany jako terapia neoadjuwantowa m.in. w czerniaku czy rakach przewodu pokarmowego. Podawany jest jedynie w warunkach szpitalnych.
Przeciwciało to wiąże się z receptorem PD-1 (receptor programowanej śmierci komórki), blokując jego interakcję z ligandami PD-L1 i PD-L2. Receptor PD-1 jest negatywnym regulatorem aktywności limfocytów T i odpowiada za ich odpowiedź immunologiczną. Lek ten zatem wspomaga odpowiedź limfocytów T (również w działaniu przeciwnowotworowym), hamując wiązanie cząsteczek. PD-L1 i PD-L2 są produktami ekspresji genów w komórkach prezentujących antygen i mogą być syntetyzowane również w komórkach nowotworowych. W związku z tym najlepsze efekty uzyskiwane są w leczeniu nowotworów przebadanych pod względem ekspresji receptora PD-1. Niektóre kryteria leczenia tym lekiem obejmują wcześniejsze wykrywanie receptorów z tej grupy i włączenie leczenia, gdy poziom receptorów jest odpowiednio wysoki, co predysponuje do lepszej odpowiedzi na leczenie. Wytwarzane jest metodą rekombinacji DNA z użyciem komórek jajników chomika chińskiego.

## Rejestracja leku oraz badania kliniczne
4 września 2014 amerykańska Agencja Żywności i Leków zarejestrowała lek do stosowania przy zaawansowanym czerniaku. 30 lipca 2015 Europejska Agencja Leków zarejestrowała lek Keytruda w leczeniu czerniaka. Rejestracja została dokonana na podstawie danych z badań klinicznych przeprowadzonych z udziałem ponad 1500 pacjentów. Podczas badania leku odsetek odpowiedzi był tak korzystny, że jedno z badań klinicznych (Keynote-006) zostało przerwane wcześniej.
Pembrolizumab okazał się być lekiem skutecznym w wielu nowotworach. W 2. i 3. dekadzie XXI w. rozpoczęto badania nad jego wykorzystaniem w monoterapii, a także jako lek stosowany w połączeniu z innymi przeciwciałami, chemioterapią czy radioterapią. Kolejne badania dotyczą leczenia raka wątroby, dróg żółciowych, jajnika, krtani i glejaków.